# Tjerk Westerterp

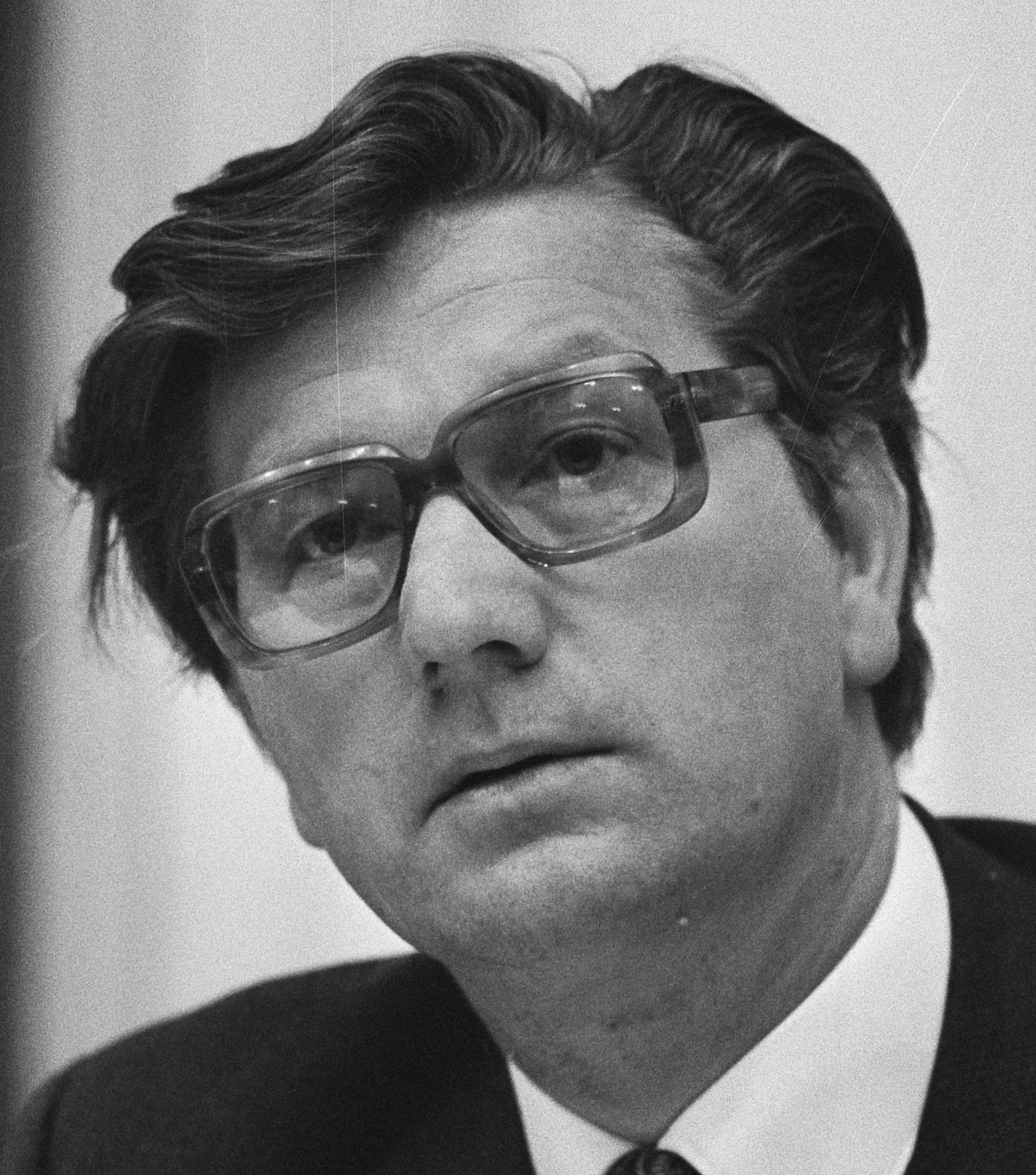
Tjerk Westerterp (1974)

Theodorus Engelbertus „Tjerk“ Westerterp (* 2. Dezember 1930 in Rotterdam; † 8. Oktober 2023 in Breda-Ulvenhout) war ein niederländischer Politiker (KVP, CDA, Leefbaar Nederland) und Journalist. Er war zwischen 1963 und 1978 mehrmals Abgeordneter im niederländischen Unterhaus und von 1967 bis 1971 Mitglied des Europäischen Parlaments sowie von 1973 bis 1977 Verkehrsminister im Kabinett von Joop den Uyl.

## Leben
Westerterp studierte bis 1949 Politik- und Sozialwissenschaften und anschließend bis 1951 Journalistik an der Katholischen Universität Nimwegen. Während dieser Zeit (1949–1953) war er auch Journalist bei der Regionalzeitung De Stem und Korrespondent für die katholische Zeitung De Maasbode. Im Anschluss daran war Westerterp von 1953 bis 1963 Beamter bei der kurz zuvor gegründeten Gemeinsamen Versammlung der Europäischen Gemeinschaft für Kohle und Stahl (Montanunion) in Luxemburg.
1963 wurde Westerterp für die Katholieke Volkspartij (KVP) Abgeordneter im niederländischen Unterhaus (Tweede Kamer), dem er mit einer einjährigen Unterbrechung in den Jahren 1971/72 bis zum Jahr 1973 angehörte. Während seiner Parlamentszeit beschäftigte er sich hauptsächlich mit Auslandsfragen (europäische Zusammenarbeit und Entwicklungshilfe), Handelspolitik, Kernenergie und Belangen des Königreichs. 1966 stimmte Westerterp mit seiner Fraktion gegen den von Ministerpräsident Jo Cals (KVP) mitgetragenen Haushaltsentwurf und sorgte damit (nach Beteuerung der Fraktion) unabsichtlich für dessen Rücktritt. Von Dezember 1972 bis Mai 1973 war er Vize-Fraktionsvorsitzender. In den Jahren 1967–1971 war Westerterp auch Abgeordneter im damals noch indirekt (von den Parlamenten der Mitgliedstaaten) gewählten Europäischen Parlament, im letzten Jahr hatte er dort die Vizepräsidentschaft inne. Des Weiteren war Westerterp in den Jahren 1971–1973 Staatssekretär im Außenministerium (unter seinem Parteikollegen Norbert Schmelzer als Außenminister) und dort abermals für Europäische Zusammenarbeit zuständig.

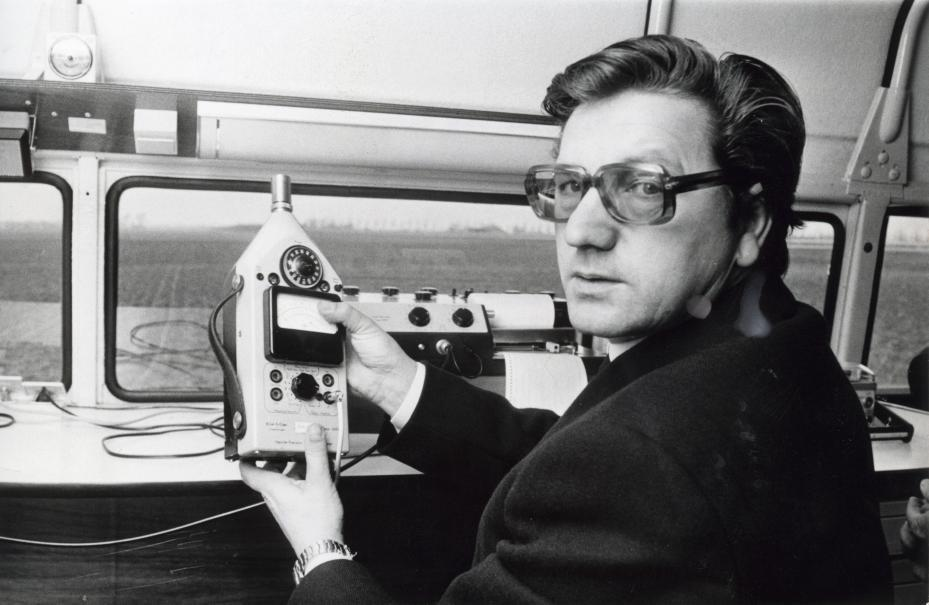
Tjerk Westerterp bei der Inbetriebnahme einer mobilen Lärmmessstation am Flughafen Schiphol, 1974

Im Mai 1973 wurde Westerterp Verkehrsminister in der Mitte-links-Regierung des Premierministers Joop den Uyl (PvdA). Während seiner Amtszeit setzte er sich für eine verbesserte Raumordnung und die Förderung des öffentlichen Verkehrs ein. Des Weiteren ließ Westerterp die Alkoholkontrollen im Verkehr verschärfen und 1974 den Blastest einführen. 1975 veranlasste er auch die Gurtpflicht für Auto- und Helmpflicht für Motorradfahrer. Bevor im Dezember 1977 seine Amtszeit als Minister endete, kehrte er im Juni jenes Jahres als Abgeordneter ins Parlament zurück, verließ dann jedoch bereits Anfang 1978 die aktive Politik und wurde Direktor der in Amsterdam beheimateten Europäischen Optionsbörse, diese Funktion behielt er bis zu seiner Pensionierung im Jahr 1993.
2002 schloss sich Westerterp der Partei Leefbaar Nederland an und kandidierte für die Parlamentswahlen jenes Jahres, konnte jedoch keinen Sitz erringen. Anschließend verließ er die Partei wieder.
Er starb am 8. Oktober 2023 im Alter von 92 Jahren in Ulvenhout, einem Ortsteil von Breda.

## Werke
- Het geheime dagboek van Premier Pim (zusammen mit Kay van de Linde), Karakter 2003, Outhoorn

## Ehrungen
- Kommandeur des Ordens von Oranje-Nassau (1978)